# Hypercompe campinasa
Hypercompe campinasa là một loài bướm đêm thuộc phân họ Arctiinae, họ Erebidae.